# Attalea maripa
Pour les articles homonymes, voir Maripa.
Maripa
Espèce
Synonymes
- Attalea cryptanthera Wess.Boer[1],[2]
- Attalea macropetala (Burret) Wess.Boer[1]
- Attalea regia (Mart.) Wess.Boer[1]
- Englerophoenix caribaeum (Griseb. & H.Wendl.) Kuntze[1],[2]
- Englerophoenix longirostrata (Barb.Rodr.) Barb.Rodr.[1]
- Englerophoenix maripa (Aubl.) Kuntze[1],[2]
- Englerophoenix regia (Mart.) Kuntze[1]
- Englerophoenix tetrasticha (Drude) Barb. Rodr.[1]
- Ethnora maripa (Mart.) O.F.Cook[1],[2]
- Maximiliana caribaea Griseb. & H.Wendl.[1],[2]
- Maximiliana elegans H.Karst.[1],[2]
- Maximiliana longirostrata Barb.Rodr.[1],[2]
- Maximiliana macrogyne Burret[1]
- Maximiliana maripa (Aubl.) Drude[2]
- Maximiliana regia Mart.[1]
- Maximiliana stenocarpa Burret[1]
- Maximiliana tetrasticha Drude[1]
- Palma maripa Aubl.[1],[2] - Basionyme
- Scheelea maripa (Aubl.) H.Wendl.[1],[2]
- Scheelea tetrasticha (Drude) Burret[1]
- Temenia regia (Mart.) O.F.Cook[1]
- Cocos venatorum Poepp. ex Mart.
- Maximiliana macropetala Burret
- Maximiliana martiana H.Karst.[3]

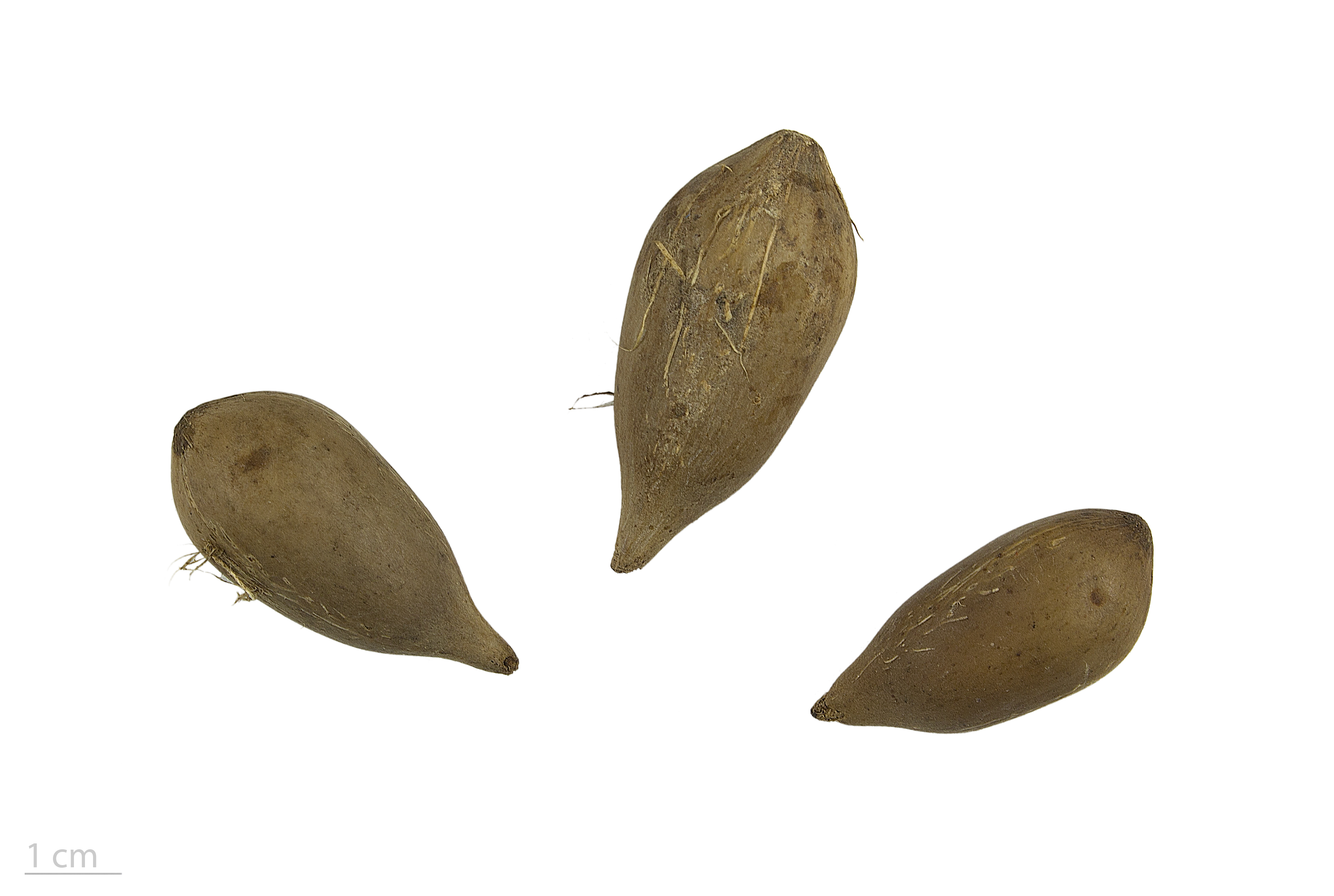
Attalea maripa au Muséum de Toulouse.

Attalea maripa est une espèce de plantes à fleurs de la familles des Arecaceae (les palmiers) d'origine sud-américaine. 

## Appellations
Il est connu en Guyane sous les noms de maripa (créole guyanais), inajá ou anajá (portugais brésilien), maripa, malipa (kali'na), kahikti, arawakagta (palikur), malipa (teko), malipa (wayana), inaya, malipa (wayãpi), maipa (aluku). 

## Répartition
Attalea maripa est répandu dans tout le nord-ouest de l'Amérique du Sud jusqu'à Trinité-et-Tobago. Il est commun partout en Guyane.

## Description
Il produit des fruits jaunes comestibles ovoïdes oblongs avec une pulpe de couleur crème. Il grandit jusqu'à 35 mètres et peut avoir des feuilles ou frondes de 10 à 12 mètres de long avec une inflorescence interfoliaire.

## Écologie
En Guyane, cette espèce généraliste pousse sur tous types de sols et de drainage, et dans la plupart des habitats naturels (forêts anciennes, secondaires, friches, ripisylve...).

## Utilisations
Les huiles tirées de sa pulpe et des amandes sont comestibles. Pulpe et amandes sont consommées crues. Le bourgeon terminal est consommé comme cœur de palmier sous le nom de chou-maripa.
L'huile de l'amande de Maripa est employée en frictions antirumatismales.
La spathe de ce palmier (appelée kuudi en wayãpi) est employée dans l'artisanat et comme contenant pour préparer divers remèdes traditionnels
On récolte dans son stipe des « vers palmistes » (larves comestibles de Rhynchophorus palmarum). Ses palmes sont utilisées en vannerie (nattes, tendeurs de tambours, katouris, nasses pour la chasse et la pêche) et pour couvrir la toiture des carbets traditionnels. Ses graines servent à confectionner des bijoux, divers jouets, objets de décoration, etc.).
On extrait du sel alimentaire des cendres de palier Attalea maripa après calcination, solubilisation des cendres et déshydrataion du "jus" obtenu,.

## Histoire naturelle
En 1741, Barrère écrit sur cette plante ainsi :

« PALMA dactilifera, caudice perdulci, eduli, Maripa. Le tronc de ce Palmier, appelé communément Chou-Maripa, eſt parmi les Créols un mets friands ; on le mange apprêté de différentes façons. »

En 1775, le botaniste Aublet rapporte ceci : 

« PALMA Maripa. Caraïb.
Ce Palmier porte ſes fleurs mâles ſur un arbre, & ſes fleurs femelles ſur un autre. L'on ſert auſſi ſon fruit ſur les tables. »

[...]

« Le Maripa ne s'élève pas fort haut, ſon tronc a au plus huit pieds; il eſt gros, il peut avoir un pied & demi & plus de diamètre, ſes feuilles ne s'étalent pas comme celles des autres Palmiers, quoique grandes de huit à dix pieds, & elles ſont droites. Les régimes ſont monſtrueux ; ce ſont des épis diviſés en pluſieurs grappes qui, enſemble, prennent une forme pyramidale. Comme cet arbre eſt en fleur pendant les mois de Mai & de Juin, on coupe les épis de fleurs pour en orner les autels le jour de la Fête-Dieu. 
Ce Palmier porte ſes fleurs ſur deux arbres différens ; il y a des Palmiers dont les fleurs ſont mâles, & d'autres ou les fleurs ſont toutes femelles. Le ſpathe, qui enveloppe les fleurs, eſt très-conſidérable, il eſt ligneux, coriace, épais, creux, formant une petite barique ; il y en a qui contiennent juſqu'à huit pots d'eau & plus ; ils vont ſur le feu, on peut, faire chauffer de l'eau, cuire du poiſſon. Il ſert aux Caraïbes pour mettre leurs alimens. Ils en tranſportent ſur les bords de la mer, où ils les rempliſſent d'eau ; enſuite ils ſont évaporer l'eau ſur le feu, & c'eſt par ce moyen qu'ils ſe procurent du ſel avec abondance. La noix eſt une coque dure, qui a la forme d'une poire, terminée par un ſtyle qui porte trois ſtigmates ; elle eſt enveloppée d'une ſubſtance butireuſe, & tapiſſée d'une membrane extérieure. Ces noix ſont ſi preſſées ſur le régime, qu'elles prennent différentes formes. Les Créoles, les Naturels de la Guiane & les Nègres ſont friants de ce fruit, ils le font bouillir pour le manger. On le ſert auſſi ſur les tables comme un bon fruit: quelquefois l'on trouve trois loges dans la coque, lorſqu'on la ſcie par le milieu. 
Le Palmier Maripa ſe trouve dans l'Iſle de Caïenne & dans la Guiane, ſur le bord des Savanes & dans les forêts ; l'on peut, dans le beſoin, en tirer une ſubſtance butireuſe, qui ſeroit ſupérieure, par ſa douceur, à celle de l'Avoira. »

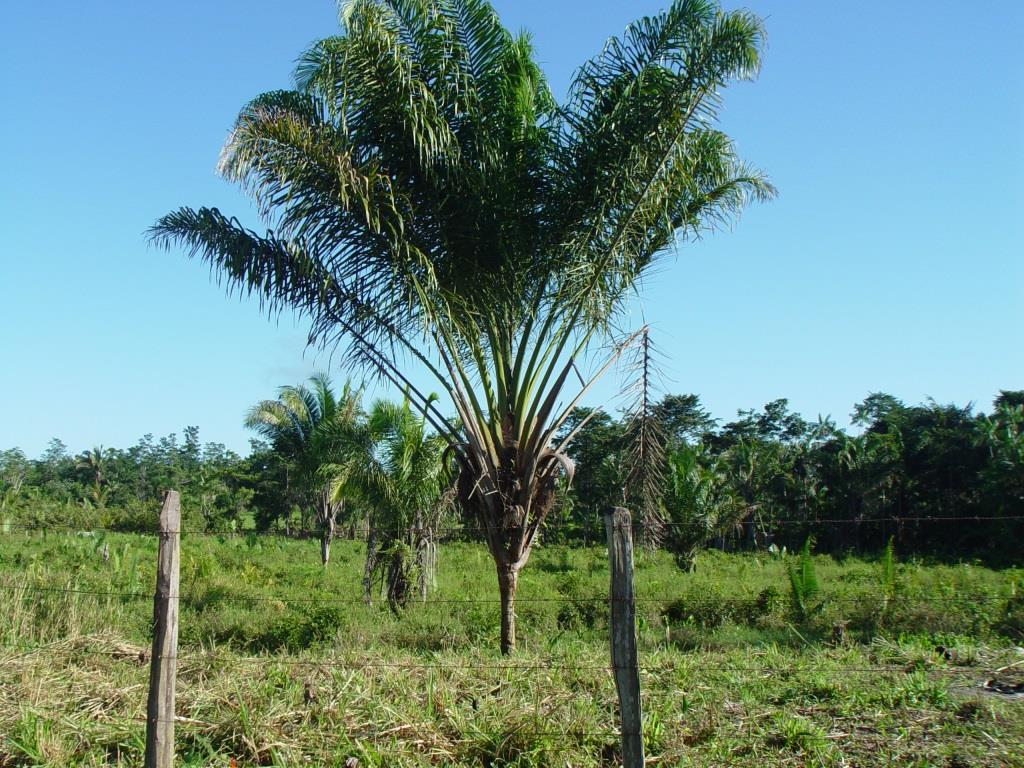
Attalea maripa épargné par le défrichement, dans un pré à Turiaçu (Maranhao, Brésil).
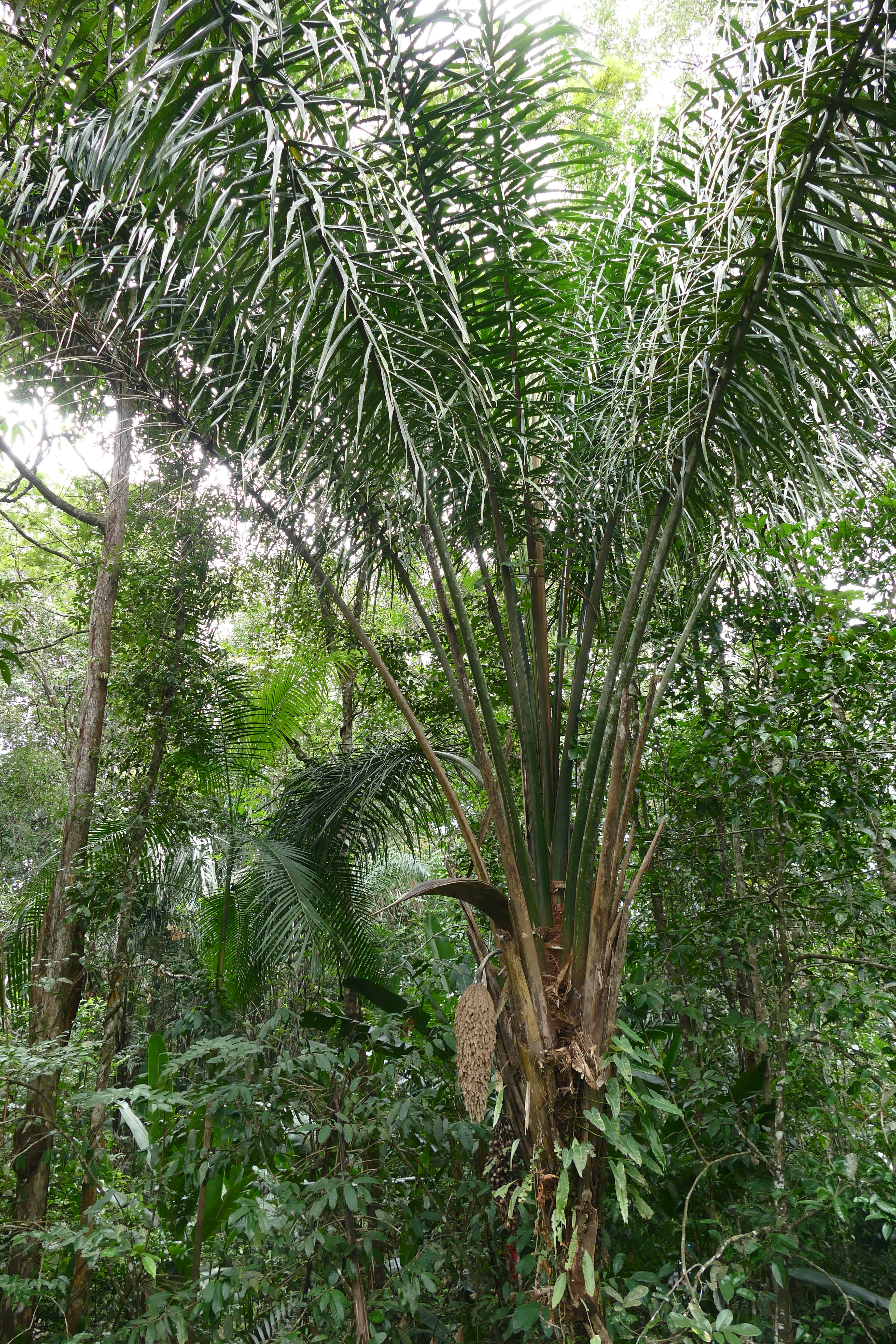
Attalea maripa dans un sous-bois forestier à Macouria (Guyane).
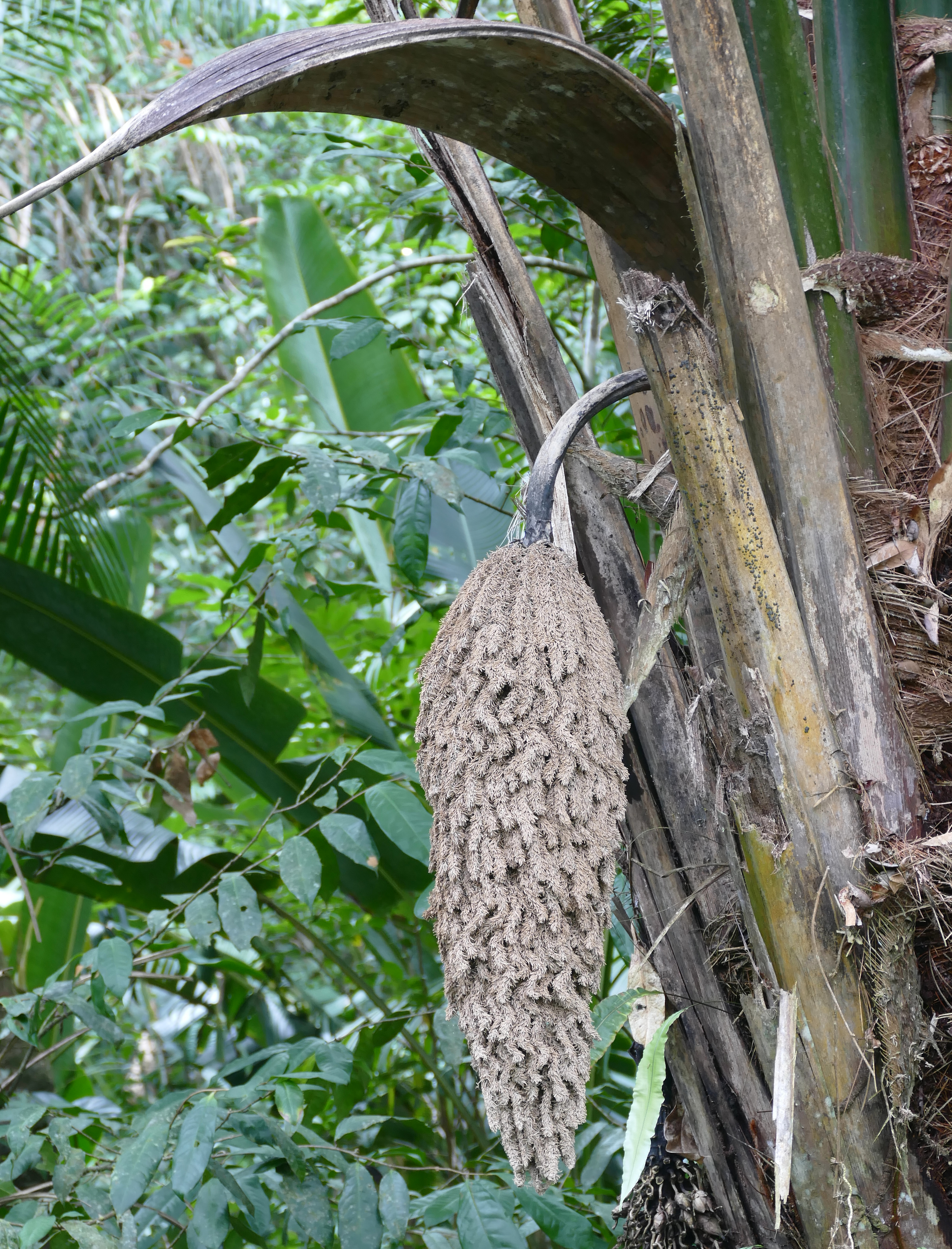
inflorescence mâle passée d'Attalea maripa.